# Joep Lange
Joseph Marie Albert Lange (Nieuwenhagen, 25 settembre 1954 – Hrabove, 17 luglio 2014) è stato un medico olandese, pioniere della lotta all'AIDS, già presidente della International AIDS Society e fondatore di della PharmAccess Foundation.

## Biografia
Lange ha studiato medicina all'Università di Amsterdam, dove ha conseguito il titolo di Medicinae Doctor nel 1981 e il Ph.D. nel 1987.

### Carriera accademica
Nel 2001 ha fondato la "PharmAccess Foundation", una organizzazione non profit con sede ad Amsterdam, nata con lo scopo di migliorare l'accesso alle cure per HIV e AIDS nei paesi in via di sviluppo, di cui è stato presidente fino alla morte. In passato, Lange è stato presidente della International AIDS Society, carica da lui ricoperta negli anni dal 2002 al 2004. Lange è stato anche il direttore scientifico di HIV[e]Ducation, un sistema on line di apprendimento a distanza per dottori, ostetriche, e consulenti che lavorano a contatto con persone sieropositive. È stato anche fondatore e collaboratore della rivista accademica Antiviral Therapy.
Nel 2006 è divenuto professore di medicina all'Academic Medical Center dell'Università di Amsterdam e consigliere scientifico senior dell'International Antiviral Therapy Evaluation Centre di Amsterdam.
È stato anche condirettore del progetto HIV Netherlands Australia Research Collaboration (HIV-NAT), con sede in Thailandia.
Lange è stato anche membro del consiglio scientifico dell'Accordia Global Health Foundation.
Era membro di varie società scientifiche, tra cui la American Association for the Advancement of Science, la American Society for Microbiology e la già citata International AIDS Society.

### Prevenzione dell'HIV/AIDS
A metà degli anni '90, Lange ha iniziato a sostenere la necessità dell'approccio della terapia combinata nella gestione dei malati di HIV e AIDS. Sosteneva che fosse un'"illusione pensare che la monoterapia con qualsivoglia agente antiretrovirali potesse avere un grande e duraturo impatto sulla malattia" perché lo sviluppo della resistenza ai farmaci abbatte in modo significativo l'efficacia del trattamento terapeutico. Nel 1996, Lange ha difeso il lavoro di David Ho, controverso ricercatore sull'HIV e l'AIDS, che trattava i pazienti infetti facendogli assumere 20 pillole al giorno all'interno di un regime terapeutico costituito da un "cocktail" di molti farmaci. Nonostante l'esperimento fosse molto criticato, Lange spiegò al Wall Street Journal che "il lavoro compiuto da David Ho negli anni prima ha aiutato a trasformare in modo completo la comprensione dell'HIV".
Nel 2003, Lange condusse uno studio sulla prole di madri volontarie sieropositivi all'HIV in Ruanda e Uganda. Trovò che il rischio, per i bambini, di contrarre l'HIV scende a meno dell'1% se ricevono farmaci retrovirali durante la fase di allattamento. I risultati di questi studi furono da lui annunciati nel 2003, al meeting della International AIDS Society tenutosi a Parigi Durante la decima edizione della Conference on Retroviruses and Opportunistic Infections di Boston, Lange annunciò il risultato di un ampio studio clinico multicentro che aveva visto il coinvolgimento di 1.216 pazienti di 17 nazioni. Secondo Lange, che dello studio era referente scientifico, questi risultati "dimostrano chiaramente l'efficacia comparabile di nevirapina ed efavirenz nel trattamento dell'HIV".
Due anni dopo, nel 2005, in un editoriale per PLOS Medicine manifestò il suo disappunto per come gruppi di attivisti avessero fatto deragliare molti studi clinici sulla profilassi preventiva (pre-exposure prophylaxis-PREP). Espresse, inoltre, la sua frustrazione per il fatto che gruppi di attivisti avessero impedito la sperimentazione in Europa di antagonisti del recettore CCR5. Tuttavia, Lange fu criticato per aver negletto i bisogni delle lavoranti del sesso nei trial clinici, mentre altri ricercatori hanno affermato che le preoccupazioni espresse dagli attivisti erano "del tutto legittime"
Dal 2010 al 2012, Lange ha partecipato con assiduità alle edizioni del Simposio internazionale sulla cura dell'HIV (International Symposium on HIV Medicine) di Bangkok, dove ha sostenuto la maggior efficacia sostanziale della profilassi preventiva rispetto ai metodi correnti per la prevenzione dell'HIV.

### Morte
Joep Lange, insieme alla sua partner Jacqueline van Tongeren, viaggiava sul volo Malaysia Airlines 17 precipitato al suolo il 17 luglio 2014, dopo essere stato colpito presso Hrabove, nell'Oblast' di Donec'k, in Ucraina. Era in viaggio per raggiungere l'Australia, dove avrebbe dovuto partecipare alla ventesima Conferenza internazionale sull'AIDS, indetta a Melbourne per il 20 luglio.